# (17279) Jeniferevans
(17279) Jeniferevans est un astéroïde de la ceinture principale.

## Description
(17279) Jeniferevans est un astéroïde de la ceinture principale. Il fut découvert le 6 juin 2000 à la station Anderson Mesa par le programme LONEOS. Il présente une orbite caractérisée par un demi-grand axe de 2,59 UA, une excentricité de 0,19 et une inclinaison de 13,2° par rapport à l'écliptique.

## Compléments